# Schautaler zur Grundsteinlegung der Kapelle im Schloss Moritzburg bei Dresden

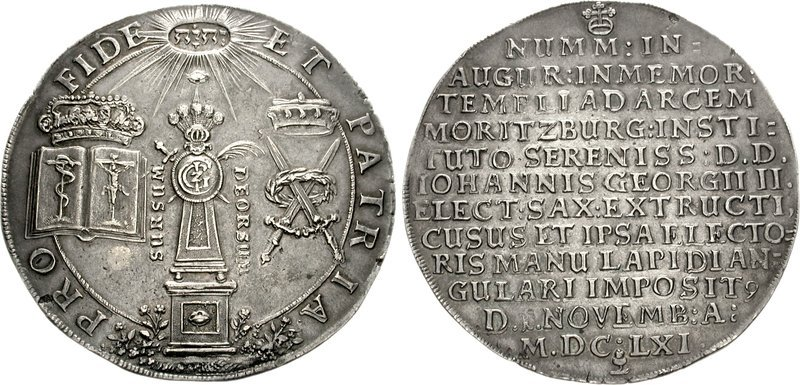
Breiter doppelter Schautaler zur Grundsteinlegung der Kapelle im Schloss Moritzburg bei Dresden von 1661 aus der Münzstätte Dresden (Silber; Durchmesser 60 mm; 57,84 g)

Der Schautaler zur Grundsteinlegung der Kapelle im Schloss Moritzburg bei Dresden, auch als Breiter Schautaler Schloss Moritzburg (1661) bezeichnet, ist ein im zwei-, drei- und vierfachen Reichstalergewicht geprägter Reichstaler des sächsischen Kurfürsten Johann Georg II. (1656–1680) aus dem Jahr 1661 mit einem Obelisken zwischen Bibel und gekreuzten Kurschwertern sowie 12 Zeilen Schrift auf der Rückseite.

## Münzgeschichtliche Zusammenhänge

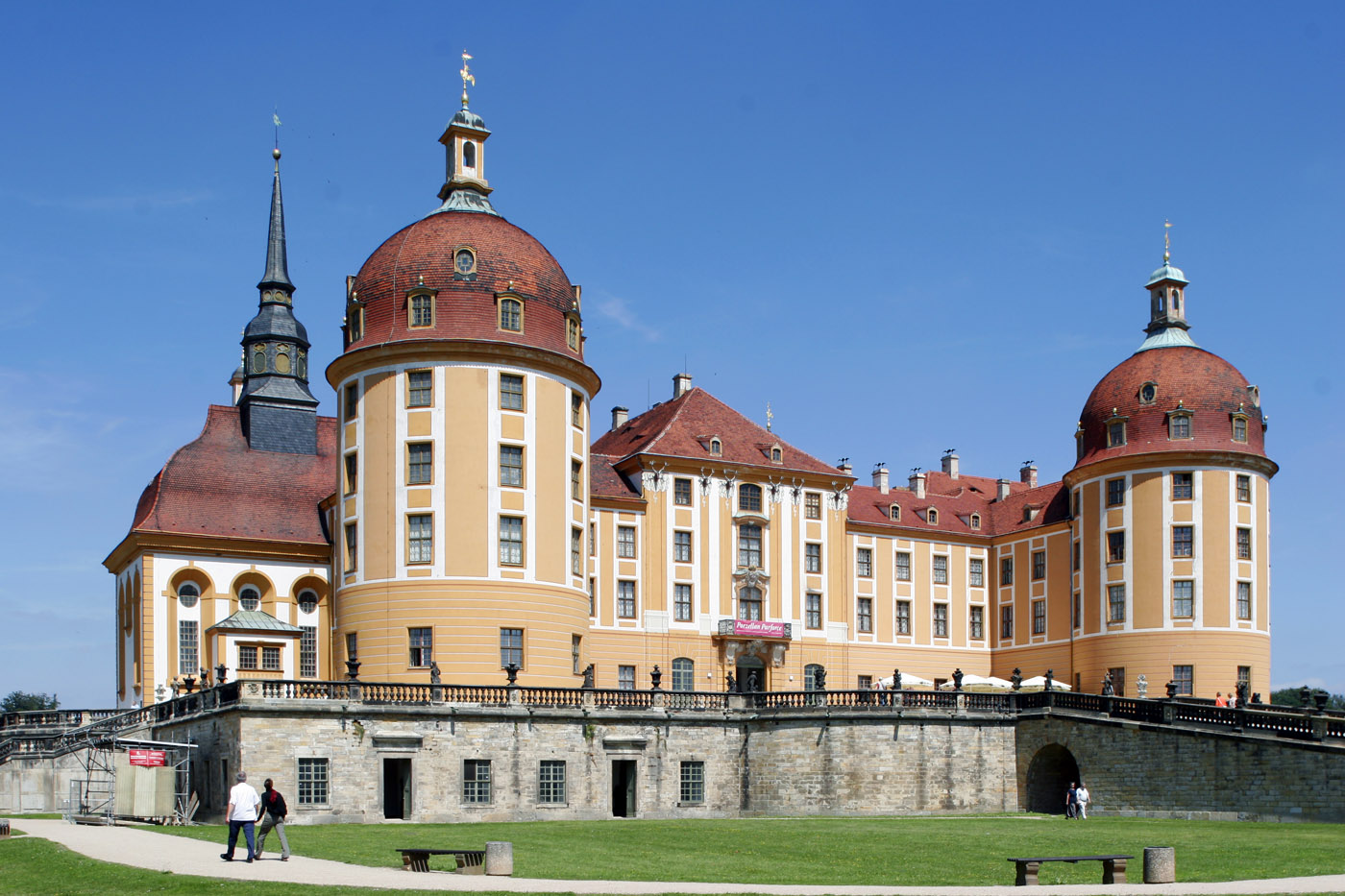
Schloss Moritzburg. Links i. B. die Schlosskapelle. Das im Stil der Frührenaissance errichtete „fürstliche Jagthauß“ wurde unter August dem Starken zum Barockbau umgestaltet. (Aufnahme von 2005)

Die Grundsteinlegung für die Kapelle im Schloss Moritzburg fand am 1. November 1661, dem Geburtstag der Gemahlin Johann Georgs II., Magdalena Sibylle, statt.

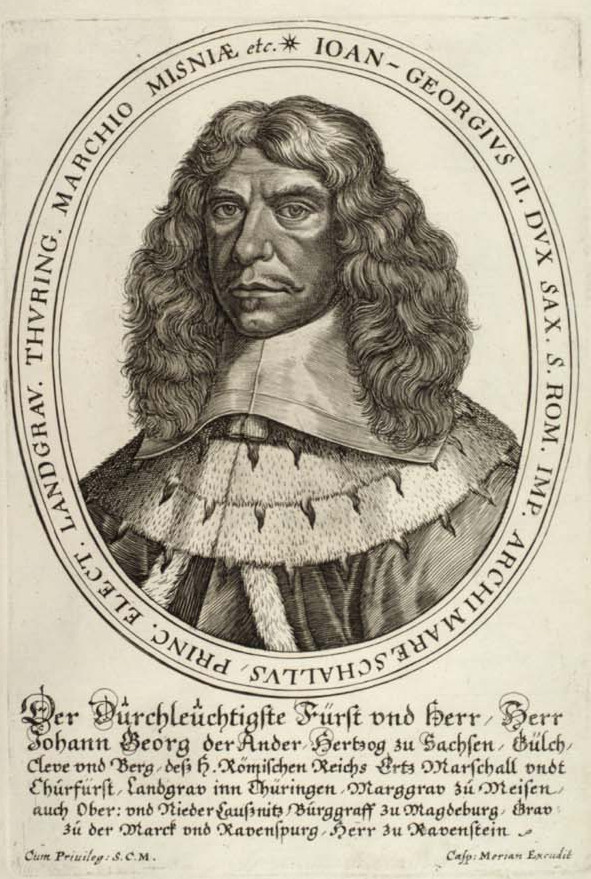
Johann Georg II. ließ an der Westseite des Schlosses eine Kapelle anbauen, legte persönlich den Grundstein und verschloss drei seiner Schautaler darin.

Der Universalgelehrte Wilhelm Ernst Tentzel erklärt in seiner Saxonia Numismatica der albertinischen Linie, dass sich der Kurfürst Johann Georg öfters auf der angenehmen Moritzburg aufhielt, einem zwischen Dresden und Hayn liegenden, von Herzog Moritz in den Jahren 1542 bis 1546 erbauten und benannten „Jagt-Hause“, um „sich zu divertiren“ (belustigen). Der Kurfürst ließ daher, so Tentzel,

„eine schöne Capelle an diesem Orte bauen, wozu er anno 1661, den 1. November […] den ersten Stein selbst legte und unter anderen drey Stücke von der ersten Medaille darein verschloss.“

Den Bau der Kapelle an der Stelle des bisherigen Betsaals an der Westseite des Schlosses vertraute der Kurfürst seinem Baumeister Wolf Caspar von Klengel an.
Mit dem „ersten Stein“, den der Kurfürst selbst legte, ist der verschließbare Grundstein gemeint. Dass Tentzel die Münze fälschlich als Medaille bezeichnete, war wahrscheinlich auf das ungewöhnliche Münzbild zurückzuführen. Die Gepräge sind trotz der besonderen Gestaltung, wie sie eher bei Medaillen vorkommt, Reichstaler. Der kleine Reichsapfel oben auf der Rückseite über dem Text bestätigt die Ausprägung im Reichsmünzfuß und die Verwendungsmöglichkeit als Münze.
Die ersten drei für die Grundsteinlegung geprägten Stücke sind die Schautaler zur Grundsteinlegung der Kapelle im Schloss Moritzburg. Dass Johann Georg gleich drei erste Schautaler in den Grundstein verschloss, kann damit erklärt werden, dass Vierfach-, Dreifach- und Zweifachtaler zur Grundsteinlegung geprägt wurden.
Zwischen 1661 (der Grundsteinlegung) und 1672 wurde die kleine Kapelle nach den Plänen des Dresdner Architekten Wolf Caspar von Klengel erbaut. Nachdem Klengel gestorben war, leitete Ezechiel Eckardt die Arbeiten. Es war jedoch unmöglich, die Kapelle innerhalb der bestehenden Schlossmauern unterzubringen. Zur Verbindung mit dem Schloss musste die Westfront der Umfassungsmauer abgebrochen werden. Auf den Bau der Kapelle wurde 1672 eine Medaille geprägt, deren Rückseite dem Taler zur Grundsteinlegung der Schlosskapelle sehr ähnlich ist und die an die Festteilnehmer des Einweihungsfestes verteilt wurde.

## Münzbeschreibung
Der oben abgebildete silberne Schautaler Johann Georgs II. von Sachsen ist ein breiter doppelter Reichstaler aus der Münzstätte Dresden. Der kleine Reichsapfel oben auf der Rückseite ist die Bestätigung dafür, dass die Gedenkmünze ein Reichstaler ist. Die Eichel am Stiel unter der Schrift auf der Rückseite ist das Münzmeisterzeichen des Münzmeisters Constantin Rothe, der von 1640 bis 1678 in Dresden tätig war. Eine Künstlersignatur ist nicht vorhanden. Der Münzgraveur an der Dresdner Münze ist in dieser Zeit Johann Caspar Höckner.

### Vorderseite

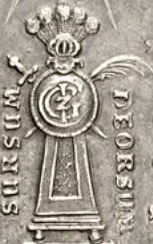
Obelisk mit Wahlspruch, Schild und Monogramm „IG2“ unter dem Helm

Die Vorderseite zeigt einen Obelisk mit dem Monogramm „IG2“ Johann Georgs II. Dahinter sind ein Schwert und ein Palmenzweig überkreuz befestigt und mit einem geschlossenen Helm mit Helmzier bedeckt. Oben an der Spitze ist ein Auge zu sehen, das zum strahlenden JHWH hinaufsieht. Unten am Postament ist wieder ein Auge, das auf die Erde herunterschaut. Darin ist die Erklärung des Wahlspruchs enthalten: SURSUM (= oben) DEORSUM (= unten) – „Hinauf und herunter.“ Links neben dem Obelisk ist eine unter der himmlischen Krone aufgeschlagene Bibel zu sehen. Die eherne Schlange und das Kruzifix symbolisieren das Alte und Neue Testament. Auf der rechten Seite befinden sich die von einem Lorbeerkranz umzogenen, gekreuzten Kurschwerter unter dem Kurhut.
- Umschrift: PRO – FIDE – ET – PATRIA
  - Übersetzung: Für Glauben und Vaterland.

Die Umschrift zeige an, so Tentzel, dass der Kurfürst „für den Glauben und das Vaterland wachsam und sorgfältig sey“, was er auch auf seinen Vikariatsmünzen und Medaillen zum Ausdruck brachte.

„SURSUM OCULUS COELUM SPECTAT TERRAMQUE DEORSUM. NEMPE DEO ET PATRIA CURA SUPREMA MANET – Ein Auge sieht gen Himmel auf / Eins auf die Erde herunter / Also für Gott und Vaterland / Verbleib ich allzeit munter.“

Das erklärt den Wahlspruch SURSUM (= oben) DEORSUM (= unten) – „Hinauf und herunter.“

### Rückseite
Die Rückseite zeigt eine aus 12 Zeilen bestehende Aufschrift, darüber einen kleiner Reichsapfel, darunter das Münzmeisterzeichen Eichel am Stiel:
- NUMM(us) IN /AUGUR(alis) IN MEMOR(iam) / TEMPLI AD ARCEM / MORITZBURG INSTI / TUTO SERENISS(imi) D(omini) D(omini) / IOHANNIS GEORGII II. ELECT(toris) SAX(onia) EXTRUCTI / CUSUS ET IPSA ELECTO= / RIS MANU LAPIDI AN= / GULARI IMPOSIT(us) [9 steht für us] / D. 1. NOVEMB(ris). A(nno) / M. DC. LXI.

Übersetzung nach Tentzel:
- Einweihungsmünze zum Andenken der im Schloss Moritzburg auf des durchlauchtigsten Kurfürsten zu Sachsen Herrn Johann Georgs II. Anordnung erbauten Kirche geprägt und mit eigener kurfürstlichen Hand in den Grundstein gelegt, den 1. November anno 1661.[17]